# Arnold Messenius
Arnold Messenius, född 1629 på Kexholm, avrättad 22 december 1651 i Stockholm, var en svensk politisk förbrytare.
Han var son till Arnold Johan Messenius, blev 1647 kammarpage hos pfalzgreven Karl Gustaf, följde denne i det tyska fälttåget och fick 1 1/2 år senare en liknande syssla hos Karl Gustafs bror, pfalzgreven Adolf Johan. Karl Gustaf hade lovat hans fader att bekosta sonens utbildning i militäryrket i Republiken Förenade Nederländerna, men då Messenius före utresan sommaren 1651 vistades hos sin far, tog han starkt intryck av den oppositionella stämningen hos denne och hans meningsfränder samt fick den övertygelsen, att allvarlig fara hotade hans välgörare hertigen från de aristokratiska rådskretsarna.
Han sände därför Karl Gustaf, som vistades på Öland, en anonym rimmad skrift, där han under skarpa omdömen om drottning Kristina och hennes främsta rådgivare varnade hertigen för Axel Oxenstiernas och De la Gardiernas ränker mot honom samt uppmanade honom att "armera" och genom en militärrevolt, en "general munstring", föreskriva lagar för det aristokratiska partiet. Skriften, som numera varken finns bevarad i original eller i avskrift sändes genast av Karl Gustaf till drottningen. Messenius författarskap till skriften upptäcktes med lätthet, och såväl han som hans fader häktades i december. Under förhören vidhöll Messenius energiskt, att han inte hade haft några medbrottslingar vid "styliserandet", men han erkände, att han indirekt erhållit "materian" från fadern och kyrkoherden Kristofer Siggesson i Fors, av vilkas samtal han tagit intryck.
Messenius dömdes (20 december) som förrädare till halshuggning och stegling samt avrättades två dagar senare utanför Norrmalm. Även fadern dömdes till döden och avrättades. Någon "messenisk sammansvärjning" existerade alls inte, men regeringen tog sig av den äldre och den yngre Messenius uppgifter under förhören anledning att söka sak med flera av oppositionsledarna från 1650 års riksdag (kyrkoherden i Fors, professor Johannes Elai Terserus, borgmästaren i Stockholm Nils Nilsson (Silenius), stadsskrivaren Nils Skunk och - efter hans återkomst - riksrådet Bengt Skytte), utan att dock någon av dem kunde överbevisas om medbrottslighet i Messenius tilltag.